# Bighead

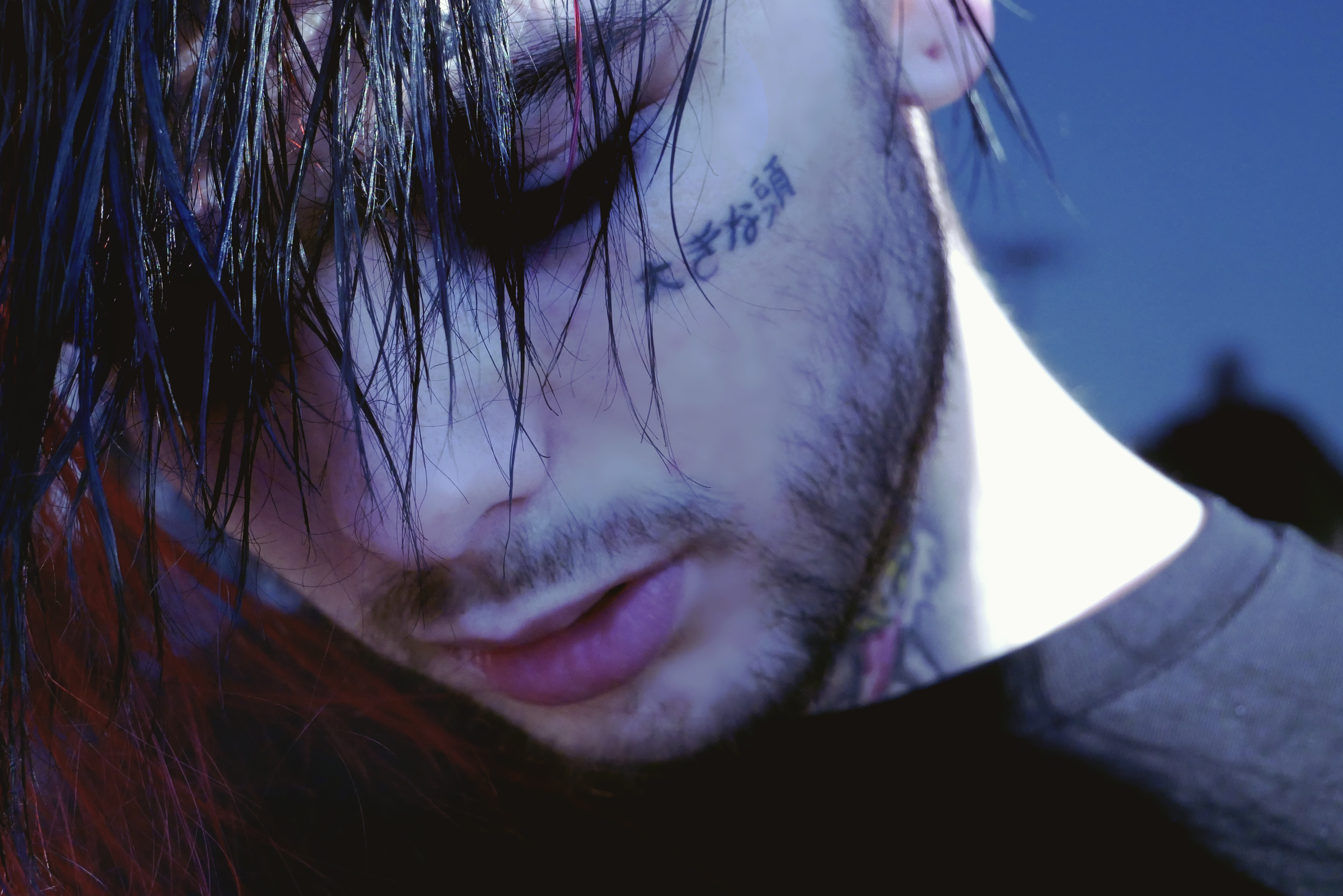
Bighead (2018)

Brenden Murray (* 13. August 1995), bekannt als Bighead oder Bighead on the Beat, ist ein amerikanischer Musikproduzent, Songwriter und DJ. Er ist vor allem für seine Arbeit im SoundCloud-Rap-Genre bekannt. Er hat Musik für Künstler wie Lil Pump, Lil Tracy, Famous Dex, Youngboy Never Broke Again und Lil Peep produziert und ist mit ihnen aufgetreten.
Er wurde in die XXL-Liste der 30 besten Hip-Hop-Produzenten des Jahres 2017 aufgenommen und man fügte folgendes Kommentar hinzu: "Man kann den aufsteigenden Rap-Stars dieses Jahres nicht zuhören, ohne Musik von Bighead zu hören". Er ist auch für seinen Produzenten-Tag „Ooh, Bi-Bighead on the beat!“ bekannt.

## Frühes Leben
Brenden Murray wurde am 13. August 1995 in Lancaster, Kalifornien, geboren. Er wurde im Alter von 18 Jahren ein Vollzeit-Plattenproduzent, nachdem sein Vater nach Arkansas gezogen war.

## Karriere
Er produzierte zunächst Beats im Stil von Meek Mill und Drake, bevor er 2017 begann, auf seine eigene Art zu komponieren, laut eigenen Aussagen „wahrscheinlich, weil ich high war“. In jenem Jahr schaffte er es mit Lil Pumps „Gucci Gang“ erstmals in die Top 10 der Billboard Hot 100. In jenem Jahr produzierte er sechs Titel auf Pumps selbstbetiteltem Album. Einer dieser Songs, „Molly“, wurde mit Ronny J. koproduziert.